# État de Taraba
Cet article concerne l’État nigérien. Pour le genre d’oiseau, voir Taraba.
L'État de Taraba est un État de l'est du Nigeria.
Il a été créé le 27 août 1991 et est issu de la scission de l'État de Gongola (en), de même que l'État d'Adamawa.

## Géographie
L'État de Taraba est bordé par les États de Benue, de Nassarawa et de Plateau à l'ouest, de Bauchi et de Gombe au nord, et d'Adamawa à l'est. Il a une frontière commune avec le Cameroun, au sud.
| Bauchi Plateau | Gombe          | Adamawa  |
| Nassarawa      | État de Taraba | Adamawa  |
| Benue          | Nord-Ouest     | Adamaoua |

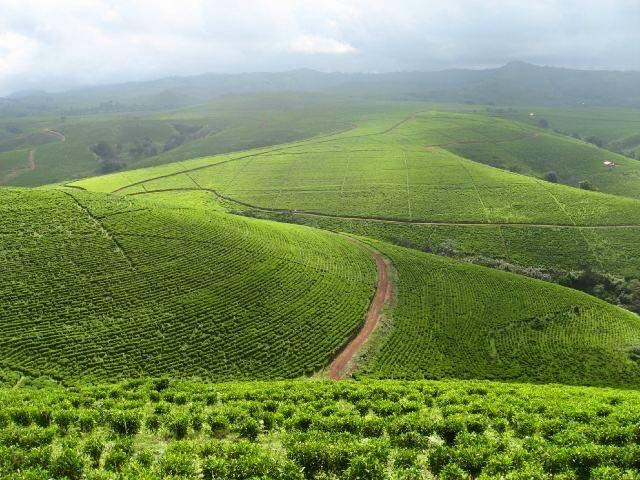
Plateau de Mambilla de l'État de Taraba.

L'État de Taraba comprend 16 zones de gouvernement local :
- Ardo Kola
- Bali
- Donga
- Gashaka
- Gassol
- Ibi
- Jalingo
- Karim Lamido
- Kurmi
- Lau
- Sardauna
- Takum
- Ussa
- Wukari
- Yorro
- Zing